# Anthurium miniatum
Anthurium miniatum är en kallaväxtart som beskrevs av Luis Aloysius, Luigi Sodiro. Anthurium miniatum ingår i släktet Anthurium och familjen kallaväxter. Inga underarter finns listade.